# Xylocopa flavorufa
Xylocopa flavorufa là một loài Hymenoptera trong họ Apidae. Loài này được DeGeer mô tả khoa học năm 1778.